# The Death of Superman
The Death of Superman (рус. Смерть Супермена) — сюжетная линия в комиксах о Супермене, состоящая из трёх арок. Была опубликована издательством DC Comics в 1992—1993. В последующих изданиях, содержащих в себе все три сюжетные арки, название было изменено на The Death and Return of Superman (рус. Смерть и возвращение Супермена).
В The Death of Superman Супермен вступает в бой с суперзлодеем Думсдэем. В выпуске Superman (vol. 2) #75 (1992) после продолжительного сражения оба соперника умирают от многочисленных ранений. Реакция общества на смерть Супермена была показана во второй арке Funeral for a Friend (рус. Похороны для друга). Появление четырёх «новых» Суперменов и возвращение настоящего Супермена произошло в третьей арке Reign of the Supermen! (рус. Господство Суперменов!).
Главного редактора Марка Карлина и команду сценаристов: Дэна Юргенса, Роджера Стерна, Луизу Симонсон, Джерри Ордвея, и Карла Кесела ожидал большой успех. Тираж комикса про Супермена вышел на международный уровень, перебив запланированный график продаж, и был полностью продан за одну ночь.
В 2007 году по мотивам основной сюжетной линии был создан мультипликационный фильм «Супермен: Судный день». В 2016 году вышел фильм Зака Снайдера «Бэтмен против Супермена: На заре справедливости», входящий в Киновселенную DC и который получил смешанные отзывы. Фильм бявляется частичной экранизацией комиксов «The Dark Knight Returns» и «The Death of Superman».

## Сюжет

### Doomsday!
Интернациональная Лига Справедливости (Гай Гарднер, Синий Жук, Бустер Голд, Максима, Огонь, Лёд и Бладвинд) принимают вызов об уничтожении буровой установки в округе Бусайруса, штат Огайо. Следуя по пути массовых разрушений, команда вынужденно вступила в бой с неизвестным существом. Существо с лёгкостью одолевает Лигу Справедливости и завершает бой, выкидывая Бустера Голда в стратосферу. Супермен спасает Бустера, перехватив его в воздухе. Он заявляет Супермену: "Это как будто обличье «Страшного суда (англ. Doomsday)», таким образом, существо получило своё имя.
Человек из стали прибывает на место происшествия, прервавшись на телевизионное интервью с Кэт Грант в выпуске Justice League America #69. Он и боеспособные члены Лиги Справедливости вступают в бой с Разрушителем. Напав на Думсдэя, супергерои используют все своим силы, но единственное, что они могут сделать, — это порвать или сжечь его костюм. Думсдэй снова побеждает Лигу и упрыгивает прочь. Супермен следует за Разрушителем и топит его на дне озера. Но Думсдэй сбегает из озера и вступает в бой с Суперменом на улицах города. Максима снова вступает в бой; Лоис Лейн и Джимми Олсен отправляются в центр событий, чтобы снять материал для телевидения; Лекс Лютор (в то время выдающий себя за своего несуществующего сына «Лекса Лютора II») отговаривает Супергёрл (Matrix) присоединиться к Супермену. Борьба переходит на заправку, где Максима производит большой взрыв и Думсдэй сбегает. Хранитель находит Супермена и Максиму и предлагает свою помощь.
Супермен снова преследует Думсдэя по следу разрушений, ожидая удобной возможности нанести решительный удар. Лекс-младший убеждает Супергёрл, что её помощь нужна в Метрополисе, когда Супермен находится совсем в другом месте. Вломившись в магазин бытовой техники, Думсдэй видит по ТВ реслинг-шоу, которое проходит в Метрополисе, и, увидев дорожный знак, указывающий в его сторону, отправляется туда. Супермен атакует и отбрасывает Разрушителя в обратном направлении, где он приземляется на гору, в которой находится база Проекта Кадмус. В схватке, они разрушают большую часть живого леса. Когда на помощь прибывает Хранитель, Думсдэй сбивает его с ног и прыгает в сторону Метрополиса.

Супермен умирает на руках Лоис Лейн

Думсдэй передвигается под землёй, где разрывает трубы газовых и электронных сетей, и прибывает в Ньютаун — большой участок Метрополиса. Супергёрл прибывает на помощь к Супермену, но с единого удара Существа — падает без сознания на землю. Профессор Эмиль Хэмильтон и Биббо Биббовски стреляют в Думсдэя из лазерной пушки, но она не оказывает на него никакого эффекта. Местная полиция открывает огонь по Разрушителю, но не наносит урон. Супермен возвращается в бой.
Супермен и Думсдэй сражаются друг с другом, пользуясь всем, чем могут. От их ударов создаются ударные волны такой силы, что в округе разбиваются окна. В один момент перед зданием Daily Planet каждый из них ударяет оппонента с максимальной силой. Падение двух титанов, мгновение спустя — Супермен, в объятиях Лоис Лейн умирает от многочисленных ранений. Джимми, Лёд и Бладвинд также присутствуют в конце.
События происходят в Superman (vol. 2) #75. Издание содержит 22 страницы, где каждая страница является собой единым кадром, которое было основой в предыдущих изданиях — Adventures of Superman #497 было сделано полностью из четырёх панельных страниц, Action Comics #684 из трёх, а Superman: The Man of Steel #19 всего из двух. Вся история сразу же была собрана в мягком переплёте под названием The Death of Superman (с англ. — «Смерть Супермена»).

## Влияние
История оказала огромное влияние на другие работы издательства. После событий «Смерти Супермена» DC выпустила похожую арку «Knightfall» (рус. Падение рыцаря), где главным героем являлся Бэтмен. Сюжет комикса «Изумрудные Сумерки», в котором Зеленый Фонарь Хэл Джордан становится злодеем Паралаксом, также связан с событиями, которые происходят в «Смерти Супермена».
В качестве ответа DC, компания Marvel выпустила "Сагу о клонах".
Некоторые персонажи, появившиеся в «Смерти Супермена», стали появляться в других комиксах DC. Супербой, Сталь и Уничтожитель получили собственные серии комиксов. Киборг-Супермен стал одним из основных врагов Супермена и Зеленого Фонаря. Супербой был постоянным участником событий Вселенной DC до своей гибели в «Бесконечном Кризисе» (2005–2006).
В 1997 году про Сталь был снят фильм с одноименным названием, где роль героя сыграл популярный баскетболист и фанат Супермена Шакил О'Нил.
В 2011 году DC переименовала всю свою линейку комиксов в «New 52», означавшее обновление всей Вселенной и стирание многих важных событий. В перезапуске Супермен стал более вспыльчивым, и он больше не встречался с Лоис Лейн. Однако события «Смерти Супермена» были нетронуты, и они все так же играли большую роль в истории Вселенной DC.
В 2019 был выпущен комикс-ваншот «Рассказы из Темной Мультивселенной: Смерть Супермена», где после смерти Супермена у Лоис Лейн произошло психологическое расстройство. Она отправляется в Крепость Одиночества и узнает о проваленных попытках Уничтожителя вернуть Супермена. Лоис сливается вместе с Уничтожителем и использует новые силы, чтобы заставить мир принять идеи Супермена. Она начинает убивать преступников, что вызывает неодобрение среди других героев. В конце концов Лоис полностью принимает личность Уничтожителя.

## Вне комиксов

### Кино и анимация
- Фильм «Супермен: Судный день», первый из серии Оригинальные анимационные фильмы вселенной DC, частично является адаптацией данного сюжета.
- В фильме «Бэтмен против Супермена: На заре справедливости»  была частично адаптирована линия из комиксов. Лекс Лютор создал Думсдэя в результате генетического эксперимента, чтобы убить Супермена.
- В 2018 году вышел мультфильм «Смерть Супермена», основанный на одноимённом комиксе. В 2019 году вышло продолжение, «Господство Суперменов».

### Видеоигры
- Игра в жанре «Избей их всех» — The Death and Return of Superman разработана компанией Blizzard Entertainment, издана компанией Sunsoft. Сюжет игры полностью сконцентрирован на одноименной книге, игроку предстоит сыграть за каждого из «Суперменов» (Киборг-Супермен, Уничтожитель, Супербой, Сталь). Такие персонажи, как Зелёный Фонарь, Супергёрл и Монгул исключены из сюжета.

### Романы
- Осенью 1993 года Роджер Стерн адаптировал историю «Death of Superman» в роман, имеющий название «The Death and Life of Superman» (рус. Жизнь и Смерть Супермена). Роман был выпущен в форме твёрдого переплёта, а через год в мягкой обложке (Переплёт ISBN 0-553-09582-X, Обложка ISBN 0-553-56930-9) Версия для младшего поколения была написана Луизой Симонсон под названием Superman: Doomsday & Beyond (рус. Супермен: Судный день и после) и был выпущен одновременно с твёрдым переплётом «Death and Life».

### Музыка
- В честь героя, группа Crash Test Dummies написала песню «Superman's Song», в которой восхваляется Супермен и говорится что «Мир никогда не сможет увидеть другого такого человека, как он». Песня была выпущена в 1991 году, то есть до того, как умер Супермен.
- Альбом 2007 года The Lost Chords find Paolo Fresu джаз музыкантши Карлы Блей имеет трек под названием «Death of Superman/Dream Sequence No. 1: Flying».

### Игрушки
- В 1994 компания Kenner Products выпустила серию фигурок персонажей, основанную на Death of Superman. Это первые фигурки таких персонажей как длинноволосый Супермен, Супербой, Сталь, Думсдэй, Conduit и эксклюзивную фигурку (ToyFare) Уничтожителя.